# Скай Лопес
Скай Лопес (англ. Sky Lopez, род. 23 декабря 1975 года) — сценический псевдоним американской порноактрисы и модели Корри Рашель Флорис (англ. Corrie Rachelle Floris).

## Биография
Лопес пришла в порноиндустрию в 1999 году и стала как сниматься в фильмах, так и режиссировать их. Она заключила эксклюзивные контракты со студиями Vivid Entertainment и Shane’s World Studios. В 2005 году она была номинирована на AVN award за свою роль в фильме High Desert Pirates.
В 2008 году в продаже появились записи с секс-видео Лопес и актёром Джереми Джексоном (известного по роли Хоби Бьюкенона в сериале Спасатели Малибу). Джексон заявил, что отдал эти записи человеку, который представился как представитель Лопес.

## Премии и номинации
- 2005, номинация на AVN award в категории «Лучшая лесбийская сцена — видео» за роль в фильме High Desert Pirates (вместе с Фелисией).